# Décubitus
Pour les articles homonymes, voir Décubitus (homonymie).
En médecine, le terme décubitus (du latin decubitum, supin de decumbere, « se coucher ») décrit un corps allongé à l'horizontale. 

## Catégories
On distingue :
- le décubitus latéral ou latérocubitus (« en chien de fusil »),: la personne est tournée sur le côté (voir position latérale de sécurité) ;
- le décubitus ventral ou procubitus : la personne est à plat-ventre (position d'attente en cas de plaie ou de brûlure du dos) ;
- le décubitus dorsal : la personne est à plat-dos, par exemple décubitus antiorthostatique.

En outre, on peut avoir :
- un décubitus déclive ou position de Trendelenburg : le plan est incliné, les membres inférieurs sont plus hauts que la tête ; 
 ceci est supposé favoriser l'irrigation du cerveau, et a été proposé durant la Première Guerre mondiale par Walter Cannon pour une victime consciente ayant un collapsus cardio-vasculaire lié à la perte importante de sang dû aux plaies et perforations par balles et par éclats ; toutefois, les effets ne sont pas flagrants, car si la position augmente la pression sanguine, elle n'augmente pas le débit cardiaque[2] ;
 cette position est également utilisée chez l'enfant pour faciliter l'évacuation du mucus dans certaines bronchopneumopathies, lorsque l'enfant ne peut pas spontanément les évacuer par la toux (par exemple enfant souffrant d'amyotrophie spinale) ; voir aussi drainage postural et kinésithérapie respiratoire ; 
 La pression des viscères sur le diaphragme gène la respiration, et l'augmentation de la pression peut favoriser un œdème cérébral ou des problèmes aux yeux ;
- un décubitus proclive : le plan est incliné, la tête est plus haute que les membres inférieurs ; ceci diminue la pression du sang dans la partie haute du corps et attire les viscères vers le bas, et est donc conseillé en cas de difficulté respiratoire ou d'œdème cérébral.

## Décubitus en médecine
Certaines palpations et tout ou partie de certains tests médicaux doivent être faits en position de décubitus (allongée), dont par exemple :
- le test de la respiration profonde (Deep-Breathing), qui évalue la fonction du nerf vague et la réponse du système nerveux autonome ;
- l'échocardiographie, souvent faite en décubitus latéral pour obtenir des images claires du cœur.
- l'électrocardiogramme (ECG), réalisé en décubitus dorsal (pour enregistrer l'activité électrique du cœur) au repos :
- divers tests respiratoires (certaines spirométries par exemple sont faites en décubitus ventral ou dorsal pour évaluer la fonction pulmonaire).

Certains symptômes sont liés à un décubitus prolongé (escarres) et/ou peuvent apparaître ou s'aggraver, ou au contraire être soulagés en position de décubitus, dont par exemple ceux des pathologies suivantes :
- troubles du sommeil (insomnies... notamment et par exemple chez les patients âgés[3] déments institutionnalisés)[4] ;
- dyspnée paroxystique nocturne, difficulté à respirer qui survient la nuit en position allongée, souvent associée à une insuffisance cardiaque ;
- reflux gastro-œsophagien (sensation de brûlure d'estomac ou de l'œsophage s'aggravant en position allongée) ;
- douleurs lombaires. Certaines douleurs au bas du dos peuvent être exacerbées par la position allongée ;
- Myalgies ;
- érythromélalgie[5] ;
- pleurésie. La douleur thoracique est souvent soulagée en décubitus latéral sur le côté le plus affecté.

On parle de primodécubitus quand un symptôme survient toujours ou souvent juste après ou peu après un décubitus (angor primodécubitus par exemple). Le syndrome des jambes sans repos (SJSR) et diverses catégories de douleurs des membres inférieurs sont de type primodécubitus (et peuvent régresser lors de la marche ou avec le temps lors du décubitus.